# Neochauliodes umbratus
Neochauliodes umbratus is een insect uit de familie Corydalidae, die tot de orde grootvleugeligen (Megaloptera) behoort. De soort komt voor in het zuiden van China.